# Euryale et Nisus
Pour les articles homonymes, voir Euryale et Nisus.
Euryale et Nisus sont deux personnages de la mythologie romaine qui apparaissent principalement dans l’Énéide de Virgile. Ils forment un des couples emblématiques de la relation pédérastique chez les anciens, Euryale — un adolescent —, étant l'éromène, et Nisus — un jeune homme légèrement plus âgé —, étant l'éraste. Cet aspect n'est cependant pas explicité par Virgile qui mentionne un "amor pius" donc chaste et platonique.

## L’Énéidede Virgile

### Histoire
Euryale et son ami Nisus étaient deux compagnons du Troyen Énée. Lorsque Troie fut prise par les Grecs, ils décidèrent de suivre Énée dans ses pérégrinations.
Après avoir parcouru la Méditerranée pendant plusieurs années, les Troyens débarquèrent dans le Latium. Cependant, une guerre éclata bien vite, et ils eurent à affronter le roi Turnus et ses Rutules, opposés à l'implantation des Troyens sur leur territoire.
Turnus et ses hommes mirent un soir le siège devant le camp des Troyens. Ces derniers étaient alors un peu désemparés, Énée étant parti rechercher des alliés. Une fois la nuit tombée, Nisus et Euryale décidèrent de sortir du camp afin de prévenir Énée de la situation. Ils sortirent alors du campement en toute discrétion. Par la suite, ils durent traverser le camp des Rutules, qui étaient tous endormis. Ils en profitèrent pour en tuer silencieusement un grand nombre (les victimes les plus célèbres : le roi Rhamnès, ami et conseiller de Turnus, le noble seigneur Rémus, le jeune et beau Serranus) puis s’enfuirent après qu’Euryale se fut emparé de certaines de leurs armes. Mais, peu de temps après, Volcens, un lieutenant de Turnus qui mène 300 hommes, voit Euryale, à cause de son casque qui se reflétait au clair de lune. Nisus parvint à s’échapper, mais Euryale ne le put, encombré par son butin. Ce dernier fut alors encerclé par ses ennemis. Nisus, s’apercevant que son ami ne l’avait pas suivi, rebroussa chemin, et tua deux Rutules en lançant ses javelots. Volcens, croyant qu’Euryale était responsable de la mort de ses hommes, menaça de tuer le Troyen. C’est alors que Nisus sortit de l’obscurité, affirmant qu’il avait lui-même tué les deux Rutules. Malgré cela, Volcens tua Euryale d’un coup d’épée, puis Nisus vengea son ami en tuant Volcens, et enfin mourut à son tour.

## Commentaires
- Cet épisode a de nombreux éléments communs avec le dixième livre de l’Iliade, où Diomède, avec l'aide d'Odysseus, pénètre dans le camp ennemi et tue le jeune roi Rhésos et ses guerriers dans le sommeil, mais il y a aussi quelques differences : il n'y a aucun lien érotique entre les deux héros grecs; l'aventure des deux jeunes Troyens se termine tragiquement; tous deux commettent le massacre; certaines de leurs victimes ont une personnalité bien définie (la passion de Rhamnés pour les tapis, l'imprudence de ses trois serviteurs, la bizarrerie de l'aurige de Rémus, la convivialité de l'adolescent Serranus, la lâcheté de Rhoetus).
- À la fin du XIIe siècle, Alain de Lille, dans son Anticlaudianus de Antirufino[2], compare l'histoire d'Euryale et Nisus à celle de David et Jonathan dans la Bible[3].
- Pierre-Joseph Proudhon voit dans l'épisode de Virgile une « épuration de l'amour pédérastique inspirée de Platon » et une « imitation de l'amitié grecque ». Les amants sont « unis par l'amour et par l'ardeur guerrière » et Euryale est admiré par l'armée entière. Proudhon compare l'histoire de cet amour à un épisode du bataillon sacré de Thèbes. Il remarque que c'est après avoir raconté l'histoire de ce couple que Virgile dit de ses vers qu'ils doivent en garder la mémoire aussi longtemps que Rome gardera l'empire du monde[4].
- Dans la Divine Comédie de Dante (Enf. I-107-108), Euryale et Nisus sont cités avec Turnus et Camille, autres personnages de l’Énéide.
- En 1638, le compositeur italien Domenico Mazzocchi (1592–1665) intitula un de ses Dialoghi et sonetti : Nisus et Euryalus.

## Source
- Virgile, Énéide [détail des éditions] [lire en ligne] (Chants V, IX).